# ISO 3166-2:IO
Kódy ISO 3166-2 pro Britské indickooceánské území neidentifikují žádné regiony (stav v roce 2015).